# باکسکار
باکسکار (به انگلیسی: Bockscar) نام یک بمب‌افکن بی-۲۹ است که در جنگ جهانی دوم طی دومین و آخرین حملهٔ اتمی تاریخ، بمب اتمی مرد چاق را بر شهر ناگاساکی ژاپن انداخت.
این هواپیما در کارخانهٔ گلن ال. مارتین کمپانی در بلویو، نبراسکا کشور ایالات متحده آمریکا تولید و در ۱۹ مارس ۱۹۴۵ به نیروی هوایی ارتش ایالات متحده تحویل داده شد.

## نگارخانه

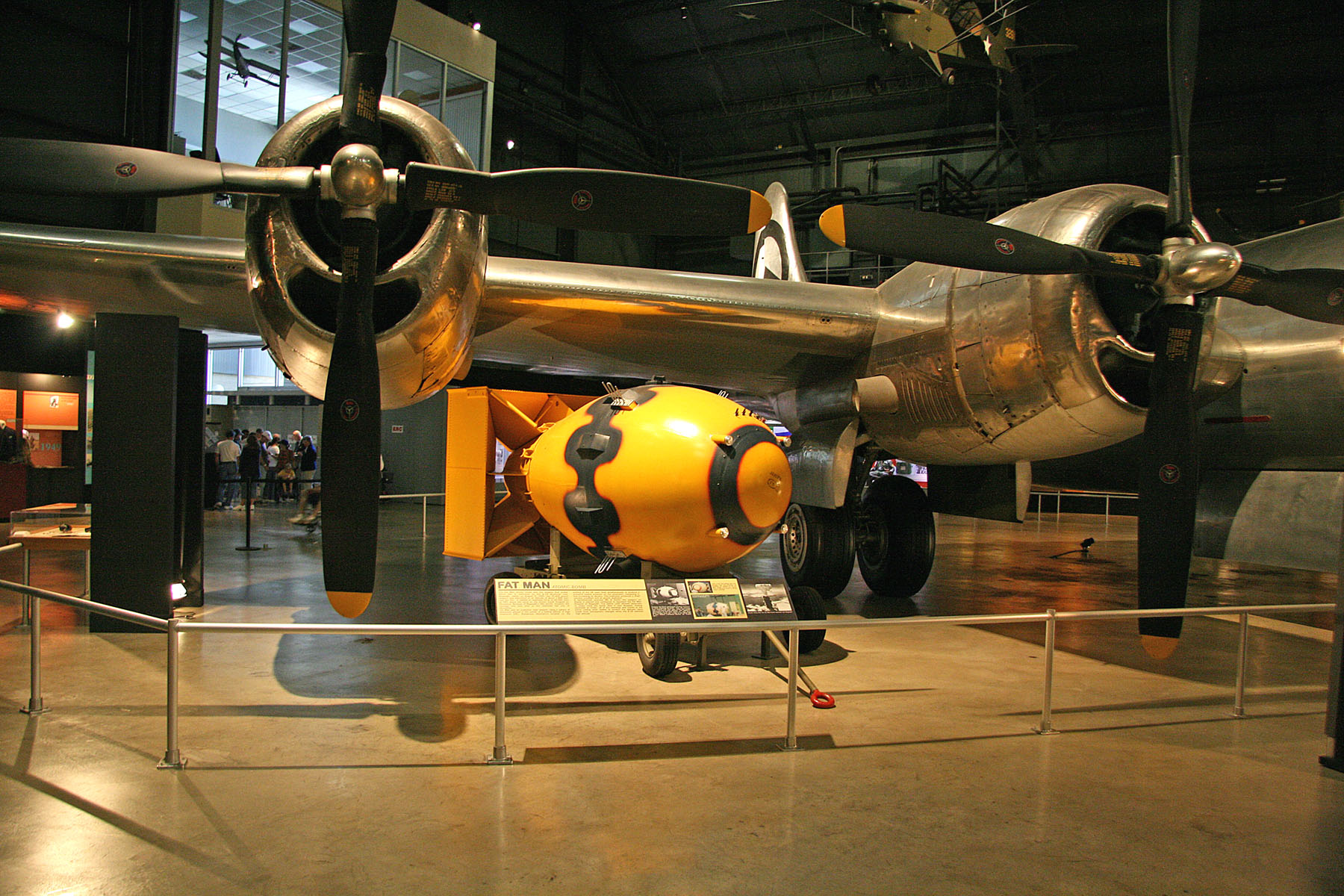
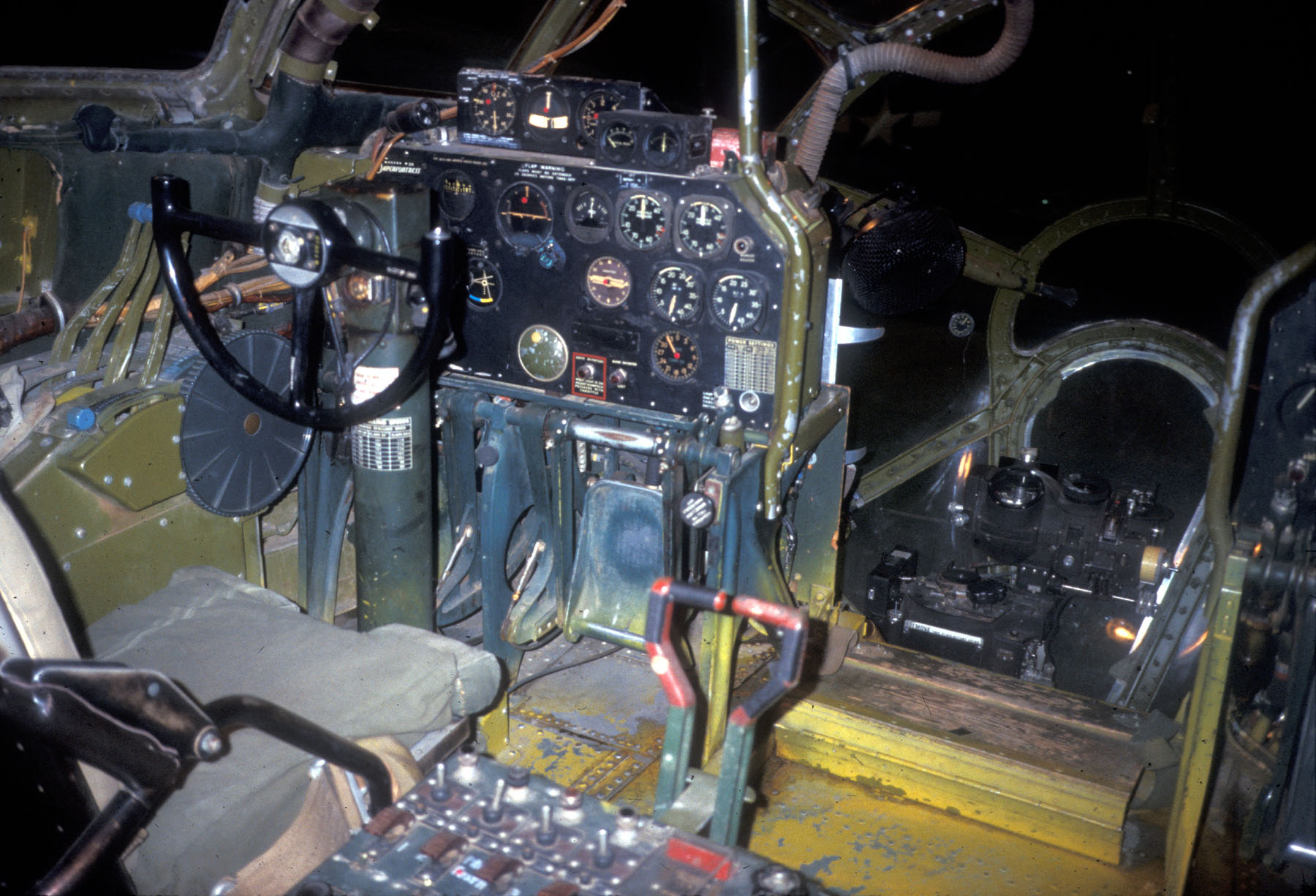
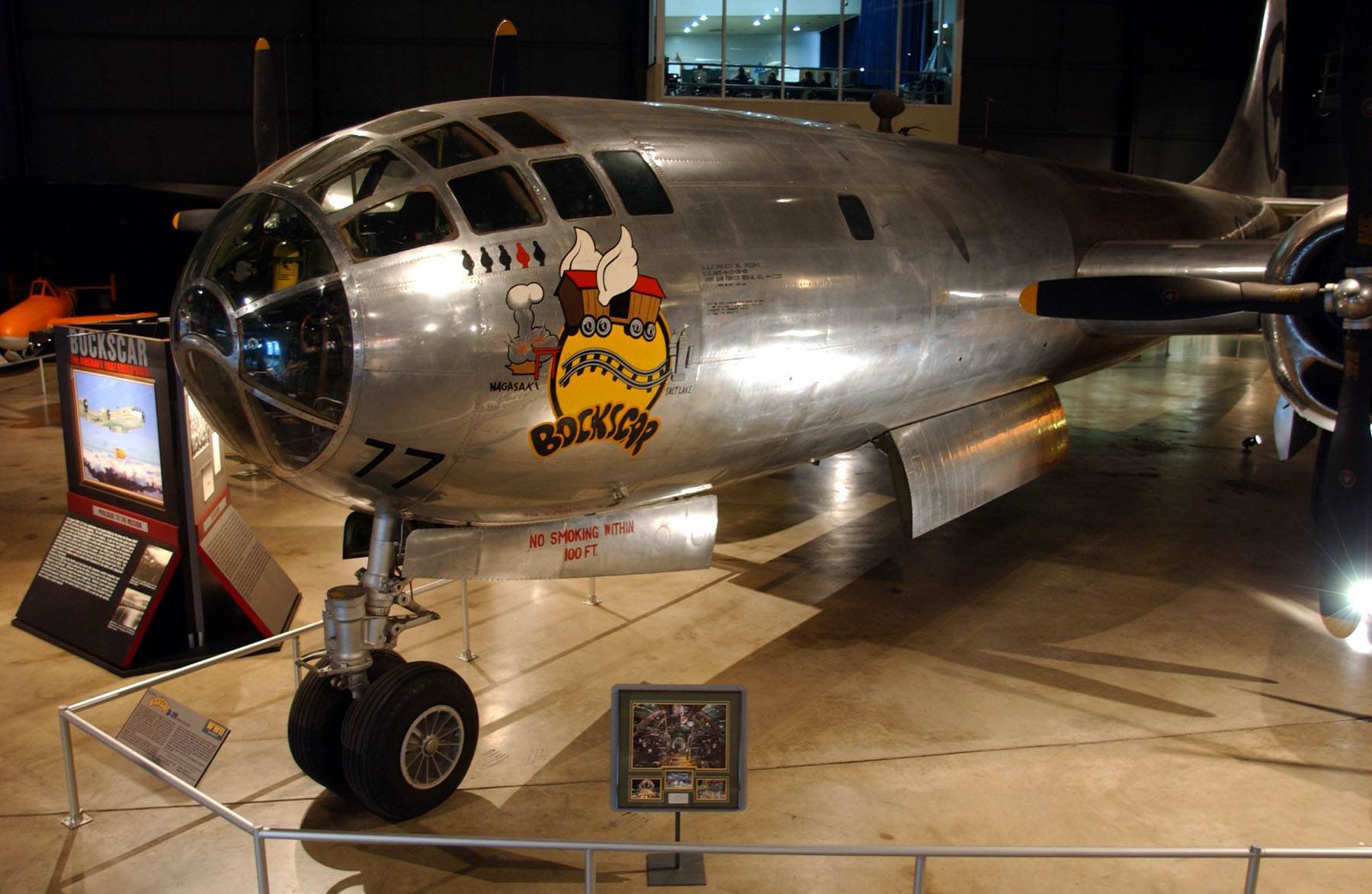